# Тадеуш Ајдукјевич
Тадеуш Ајдукјевич (пољ. Tadeusz Ajdukiewicz; Вјеличка, 1852 — Краков, 9. јануар 1916) је био пољски сликар.
Од 1868. до 1873. године, похађа школу финих уметности у Кракову. Касније путује у Беч и Минхен усавршавајући се у атељеу Јозефа Бранта. Године 1877, посећује Париз а већ 1882, сели се у Беч, где почиње успешно да ради за аристократију. 1883, одлази у Лондон, где прави портрет за принца од Велса. 1884, налази се у Константинопољу, где постаје султанов гост. Касније прелази да ради у Софији, Санкт Петербургу и Букурешту. Током Првог светског рата пријављује се у пољску војску и гине у рату.